# ザ・ゴールデン・ジュビリー
ザ・ゴールデン・ジュビリー（The Golden Jubilee Diamond）は世界最大の研磨済みダイヤモンド。545.67カラット（109.13g) の重量がある。原石は南アフリカ産出で755カラット(151g)あり、ユダヤ人宝石研磨師ガブリエル・トルコフスキーによってカットされた。色はオレンジがかった濃いブラウンでカラーグレードはファンシーイエローブラウン。カットはファイアーローズクッションカットと呼ばれる。タイ国王が所有している。

## 産出からカットまで
原石は1985年にデビアス社の持つ南アフリカのプレミア鉱山（2003年、カリナン鉱山に名称変更）で産出した。プレミア鉱山ではほかにカリナン、テーラー・バートン、センティナリー・ダイヤモンドなど有名なダイヤモンドを産出している。しかし、ゴールデン・ジュビリーの原石の「名もない褐色の石」は濃い色を持っていたため、醜いアヒルの子のように扱われていた。
デビアス社はセンティナリー・ダイヤモンドのカットを依頼していたギャビ・トルコフスキーにこの石を提供した。それは、センティナリー・ダイヤモンドのために、ギャビ・トルコフスキーが考案した新しいカッティングのための工具と技術の試験用とするためであった。それらの技術はこれまで試されたことがなく、この石が失敗しても失うものがないということで実験台として最適であると考えられたためであった。

## カットとその後
カットは1988年までに行われ、「名も無い褐色の石」からそれまで世界最大だったカリナンIよりも15.37カラット(3.07g)も重いファンシーイエローブラウンの美しいダイヤモンドが得られたことが驚かれた。そして名の無いファンシーカラーの大きなダイヤモンドはセンティナリー・ダイヤモンドと共にデビアス社によって紹介されることで、次第に世に知られるようになった。2012年に貸出もされている。
ゴールデン・ジュビリーはその後、1997年にタイ国王のラーマ9世の治世50周年を記念して、タイ王室に献上された。（50周年を英語でゴールデン・ジュビリーという）。